# GOLDEN☆BEST 白い雲のように 猿岩石
『GOLDEN☆BEST 白い雲のように 猿岩石』（ゴールデン・ベスト しろいくものように さるがんせき）は、猿岩石の2枚目のベスト・アルバム。
2008年8月20日発売。発売元はコロムビアミュージックエンタテインメント。
2017年8月30日にはUHQCDで再発盤が発売された。

## 解説
各レコード会社から発売されている「ゴールデン☆ベスト」シリーズの中の1枚。
1996年、テレビバラエティ『進め!電波少年』内の企画「ユーラシア大陸ヒッチハイク横断」で一躍有名となった男性お笑いコンビ「猿岩石」（森脇和成・有吉弘行）がリリースした全シングルとアルバム『1986』（1999年2月20日）に収録された全カバー曲で構成された廉価版ベスト・アルバム。
シングル発売時に両A面的な扱いがされていた「声が聴こえる」（「君の青空」2曲目）と「少年の羽根」（「Christmas」2曲目）は未収録。両曲とも公式ベスト・アルバム『通信簿-SARUGANSEKI SINGLES-』に収録。

## 収録曲
作詞：高井良斉（特記以外）
1. 白い雲のように
  - 作詞：藤井フミヤ　作曲：藤井尚之　編曲：松浦晃久
2. ツキ
  - 作曲：高見沢俊彦　編曲：松浦晃久
3. コンビニ
  - 作曲：兼元一也　編曲：CMJK
4. 君の青空
  - 作曲：宮崎歩　編曲：武沢豊・宮崎歩
5. オエオエオ!
  - 作曲：Bro.KORN　編曲：CHOKKAKU
6. Christmas
  - 作詞・作曲：河村隆一　編曲：CHOKKAKU
7. 君に会いに行こう
  - 作曲：兼元一也　編曲：亀田誠治
8. 昨日までの君を抱きしめて
  - 作詞・作曲：佐野元春　編曲：CHOKKAKU
9. 初恋
  - 作詞・作曲：TAKUYA　編曲：ROBOTS
  - アルバム初収録曲。
10. My Revolution
  - 作詞：川村真澄　作曲：小室哲哉　編曲：是永巧一
11. どうして僕は旅をしているのだろう
  - 作曲：尾上一平　編曲：松浦晃久
  - 1stシングル「白い雲のように」カップリング曲
12. バイトの最後の日
  - 作曲：広瀬香美　編曲：亀田誠治
  - 3rdシングル「コンビニ」カップリング曲
13. ガラス越しに消えた夏
  - 作詞：松本一起　作曲：大澤誉志幸　編曲：是永巧一
14. モーニングムーン
  - 作詞・作曲：飛鳥涼　編曲：是永巧一
15. 夏の終りのハーモニー
  - 作詞：井上陽水　作曲：玉置浩二　編曲：西川進
16. BAN BAN BAN
  - 作詞・作曲：桑田佳祐　編曲：西川進
17. 白い雲のように（オリジナル・カラオケ）
  - アルバム初収録曲。

## カバー

### 猿岩石によるカバー
- My Revolution - 渡辺美里の代表曲のひとつ。『第56回NHK紅白歌合戦』でも披露。
- ガラス越しに消えた夏 - 鈴木雅之の楽曲。『第42回NHK紅白歌合戦』歌唱曲。作曲者・大澤誉志幸もセルフカバー。
- モーニングムーン - チャゲ&飛鳥の楽曲。
- 夏の終りのハーモニー - 井上陽水・安全地帯の音楽ユニットによるバラード楽曲。
- BAN BAN BAN - KUWATA BANDの楽曲。同バンドのデビュー・シングル曲。

### 楽曲制作者によるセルフカバー
- 白い雲のように - F-BLOOD。1998年、アルバム『F-BLOOD』『F-BLOOD LIVE』収録。
- オエオエオ! - KORN。1997年、シングル『オエオエオ!! ～LET'S GET TOGETHER～』収録。
- Christmas - 河村隆一。1997年、アルバム『Love』収録。
- 昨日までの君を抱きしめて - 佐野元春。1999年、「シーズンズ Seasons」のタイトルでアルバム『Stones and Eggs』に収録。